# リセッシュ

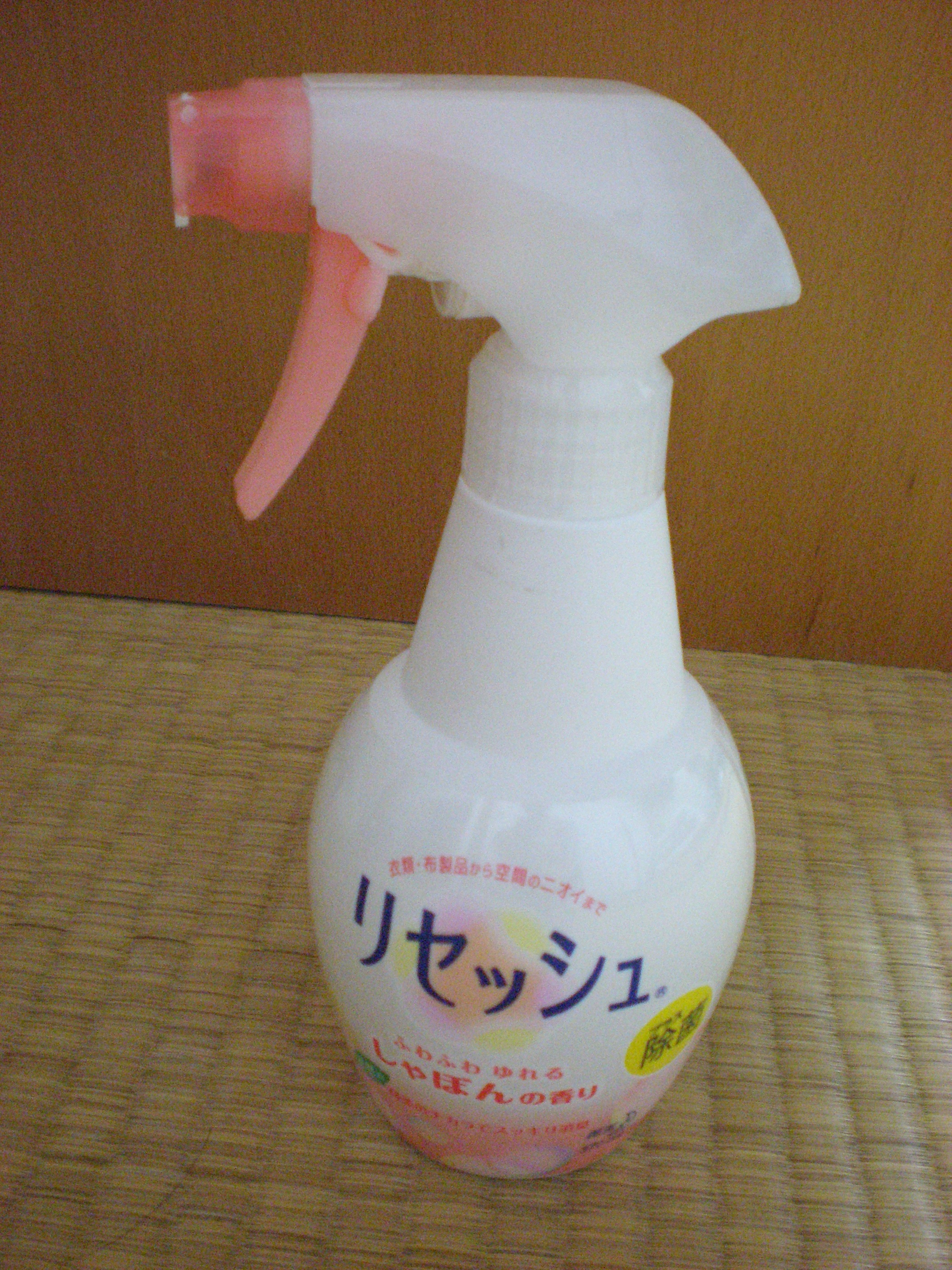
リセッシュ ふわふわゆれる しゃぼんの香り

リセッシュ（Resesh）は、花王が発売している消臭剤のブランド名である。

## 概要
2005年に発売。1999年10月から2002年9月まで発売されていた「WiLL クリアミスト」の実質的な後継製品である。競合製品としてはP&Gの「ファブリーズ」などがある。
全製品に緑茶成分が含まれている。短い周期でマイナーチェンジが行われており、発売当初は衣類や布製品に用途が限られていたが、発売から1年程度で霧が当初より細かく改良され空間にも使用できるようになったり、新しく「気分やすらぐ香り」が発売されたりした。

## 歴史
2007年には、繊維の奥に潜んだ臭いの原因菌の除菌効果を追加した「リセッシュ 除菌EX」が発売された。2008年3月には「除菌EX」に「ほのかな緑茶の香り」を追加発売した。2012年5月に消臭力を高めてリニューアルした。
2008年7月に既存の「気分さわやかな香り」と「気分リフレッシュな香り」を処方改良した「気分さわやか森林の香り」と「気分はじけるパッションシトラスの香り」が発売された。この2アイテムは空間にスプレーした時と衣類・布製品にスプレーした時（かけた衣類・布製品に残った香り）で香り方が変わるようになっている。2009年1月には既存の「気分やすらぐ香り」を処方改良した「気分やすらぐフラワーシャワーの香り」を発売した。2010年2月には「気分はじけるパッションシトラスの香り」を処方改良した「気分ハッピーシャインシトラスの香り」を追加。同時に既存の「気分さわやか森林浴の香り」と「気分やすらぐフラワーシャワーの香り」も消臭効果をパワーアップしリニューアルした。2011年9月に香り系のラインナップに天然アロマオイルを配合し、「リセッシュ アロマチャージ」シリーズとして刷新された。
2009年8月には「除菌EX 香り残らない」と「気分さわやか 森林浴の香り」に携帯用がラインナップされた。2012年1月には「リセッシュ アロマチャージ」シリーズのLuxury エッセンシャルローズの香りに携帯用がラインナップされた。
2010年8月に室内用消臭芳香剤「置き型リセッシュ」を追加発売。花王が消臭剤を発売するのはコンセントタイプのトイレ用消臭剤「リフレ」以来となる。なお、香調はスプレータイプの「リセッシュ」と統一されている。2011年7月には「置き型リセッシュ」に「リラクシングソープの香り」が追加され、既存ラインナップのパッケージデザインを変更した。
2012年9月には、「リセッシュ アロマチャージ」シリーズの新香調として、「Peaceful（ピースフル） クラシックジャスミン」の香りを追加発売（後述の通り元々は数量限定品として発売されていたが、当初は香りの名称は同一ながら「Calming」であった）。さらに「置き型リセッシュ」の後継商品として、「リセッシュ アロマチャージ」シリーズに室内用芳香消臭剤「リセッシュ アロマチャージCUBE（キューブ）」を発売。香調は、スプレータイプの「リセッシュ アロマチャージ」と揃えられている。
2013年5月に「リセッシュ除菌EX」を改良。除菌成分を増量し、スプレーを新型に変更。香りのラインナップは「ほのかな緑茶の香り」をリニューアルと同時期をもって廃止する代わりに、「グリーンハーブの香り」を追加した。同年9月には「リセッシュ アロマチャージ」も改良。天然アロマエッセンスを増量し、「リセッシュ除菌EX」と同じように新型スプレーを採用した。香りのラインナップは既存のうちの2種類が全面刷新（なお、「Peaceful クラシックジャスミンの香り」はパッケージカラーを紫からオレンジに変更し、同製品の旧パッケージカラーであった紫は新規発売の「Relax ナチュラルラベンダーの香り」に引き継いだ）、2種類は入れ替えとなった。さらに、13種類の天然アロマをブレンドした100%天然香料の空間・衣類・布用アロマミスト「リセッシュ ヒーリングアロマ」を発売した。なお本製品のつめかえ用は、「リセッシュ除菌EX」や「リセッシュ アロマチャージ」とは異なり、同社製の食器用洗剤「キュキュット」シリーズや「ファミリーピュア」などと同形状のボトルタイプとなっている。また、製品の特性上、芳香剤売場に陳列されることが多いので注意が必要。
2014年2月には「除菌EX」に男性向け製品「デオドラントパワー」を追加発売。本品は元々数量限定品として発売されていたが、黒のパッケージに変更し、通常製品として発売するものである。同年3月には「リセッシュ ヒーリングアロマ」に「リバイタライズシャワー」を追加発売。同年4月には「除菌EX」の「香り残らない」と「グリーンハーブの香り」を改良。パッケージリニューアルを行うとともに、本体は「ワイド浸透スプレー」になった。同年8月に「除菌EX」の新しい香り「クリアシトラスの香り」を発売し、「香り残らない」と「グリーンハーブの香り」もパッケージリニューアルした。
同年9月には「除菌EX」に「尿臭ブロッカー」と尿臭消臭香料を配合した「消臭ストロング」を追加発売（「消臭ストロング」は洗たく用洗剤「アタック」にも粉末と液体の2タイプで同時発売された）。
同年10月には「リセッシュ アロマチャージ」シリーズをリニューアル。パッケージデザインを変更（特に、「クラシックジャスミンの香り」は従来のオレンジからブルーに変更）し、商品名を改称（Luxury エッセンシャルローズの香り→エッセンシャルローズの香り、Peaceful クラシックジャスミンの香り→クラシックジャスミンの香り、Pure フレッシュカモミールの香り→フレッシュカモミールの香り）。併せて、本体スプレーは「除菌EX」で採用されていた「ワイド浸透スプレー」を採用した。また、「フレッシュカモミールの香り」は香り立ち感を向上する中身の改良も行った。なお、このリニューアルに伴い「Relax ナチュラルラベンダーの香り」は2014年9月をもって製造を終了した。
2015年3月に「リセッシュ 除菌EX」シリーズ全品を全面刷新。発売開始以来変更されていなかったスプレー容器の形状を10年目にして初めて、ユニバーサルデザインの視点に基づいた形状に変更され、全商品で「リセッシュ」のロゴ変更を含めてパッケージデザインを刷新し、「デオドラントパワー」と「消臭ストロング」は付加価値ラインの「リセッシュ 除菌EX プラス」へ移行した。「香り残らない」・「グリーンハーブの香り」・「プラス デオドラントパワー」は中身も改良し、「香り残らない」と「グリーンハーブの香り」は香りを改良、「プラス デオドラントパワー」は「消臭デオドライザー（消臭香料素材）」を増量し、内容量を変更した（370ml/つめかえ用320ml → 360ml/つめかえ用310ml）。併せて、「プラス デオドラントパワー」は新香調の「ライトシトラスの香り」を追加（既存品は「香り残らない」の香調名が付く）。さらに、「衣類プロテクター（静電気防止成分）」を配合した「リセッシュ 除菌EX プラス プロテクトガード」を発売した。本品は元々、「リセッシュ 除菌EX 花粉プロテクト」として数量限定で発売されていたが、商品名を変更して通常製品として新たに発売されたものである。
同年10月には「リセッシュ 除菌EX」シリーズの新ラインとして、「エアロセント技術」を採用し、香料として天然生花エキスを配合した「リセッシュ除菌EX プレジャーブーケ」3種類を発売した。なお、本製品の発売に伴い、「リセッシュ アロマチャージ」シリーズ全品の生産を終了。さらに、同年9月に「リセッシュ ヒーリングアロマ」の製造も終了したため、既存ラインナップがすべて「除菌EX」となった。
2016年1月には「リセッシュ 除菌EX プラス プロテクトガード」をリニューアル。「皮脂酸化ブロック技術」が採用されたほか、パッケージデザインを白基調に変更した。同年3月には「リセッシュ 除菌EX」と「リセッシュ 除菌EX プラス デオドラントパワー」をリニューアル。先行リニューアルした「リセッシュ 除菌EX プラス プロテクトガード」同様に「皮脂酸化ブロック技術」を採用するとともに、「リセッシュ 除菌EX プラス デオドラントパワー」には消臭成分「デオドライザーZ」が配合された。なお、「リセッシュ 除菌EX」は香りのラインナップを一部変更し、「クリアシトラスの香り」に替わって「ピュアソープの香り」が新たに発売された。同年9月には「リセッシュ 除菌EX プレジャーブーケ」において、「摘みたてリトルブロッサムの香り」に替わり、「ふわり花ひらくカモミール&フローレットの香り」が発売された。
2017年3月には「リセッシュ 除菌EX」と「リセッシュ 除菌EX プラス デオドラントパワー」をリニューアル。「リセッシュ 除菌EX」は、既存の「リセッシュ 除菌EX プラス デオドラントパワー」シリーズと同じパッケージデザインにリニューアル（中身の変更は無し）。「リセッシュ 除菌EX プラス デオドラントパワー」は消臭力を向上するとともに、シトラス系の香りを「ライトシトラスの香り（2017年2月製造終了）」から「スプラッシュシトラスの香り」に差し替え、「ジェントルムスクの香り」を追加したことで、既存の「香り残らない」を含めた3種類となった。
2018年9月には「リセッシュ除菌EX」と「リセッシュ除菌EX デオドラントパワー」をリニューアル。クエン酸技術が採用され、スプレー・ボトル形状が変更されたほか、約3年半ぶりに発売当初の名称に戻った「リセッシュ除菌EX デオドラントパワー」は消臭成分「デオドライザーZ」を増量。香りのラインナップが一部変更され、「ジェントルムスクの香り」に替わって「ワイルドオークの香り」が追加された。また、「リセッシュ除菌EX」・「リセッシュ除菌EX デオドラントパワー」両方に設定されている「香り残らない」は「香りが残らないタイプ」に名称が変更された。その翌月には「リセッシュ除菌EX 消臭ストロング（「リセッシュ 除菌EX プラス 消臭ストロング」から改名）をリニューアル。「尿臭ブロッカー」から「尿臭ブロッカーEX」に強化され、スプレー・ボトル形状を変更。香りはフレッシュハーブの香りに変更された。
2019年3月には新ラインとして、香料中にボタニカルエッセンスを配合した「リセッシュ除菌EX フレグランス」を発売。本製品の発売に伴い、「リセッシュ 除菌EX プレジャーブーケ」シリーズは全品製造終了となった。その翌月には「リセッシュ 除菌EX プラス プロテクトガード」を「リセッシュ除菌EX プロテクトガード」に改名しリニューアル。スプレー・ボトル形状が変更され、クエン酸技術を採用。静電気防止成分が従来品比2倍に増量された。
2020年3月には「リセッシュ除菌EX」と「リセッシュ除菌EX デオドラントパワー」をリニューアル。皮脂臭の予防効果が向上されたほか、「リセッシュ除菌EX」はスプレーの色が白基調に変わり、レバー部は香調毎に異なる色となった。なお、「リセッシュ除菌EX デオドラントパワー」は「ワイルドオークの香り」が製造終了となり、「香り残らないタイプ」と「スプラッシュシトラスの香り」の2種類に整理された。併せて、「リセッシュ除菌EX アクティブアップ」と「リセッシュ除菌EX ルームクリア」が新たに発売された。「アクティブアップ」は加齢臭に特化した消臭香料を配合したアクアグリーンの香り、「ルームクリア」は「リセッシュ」の特長でもある空間での消臭に重点を置いた製品で、ライトシトラスの香り。これら2製品の内容量は他の「リセッシュ除菌EX」よりも少なく設定されている（本体:350ml、つめかえ用:300ml）。同年10月には、「リセッシュ除菌EX」・「リセッシュ除菌EX デオドラントパワー」それぞれの「香りが残らないタイプ」に通常サイズの約2.3回分の容量（リセッシュ除菌EX:700ml、リセッシュ除菌EXデオドラントパワー:680ml）とし、キャップを付けたつめかえ用特大サイズが追加発売された。
2021年2月には「リセッシュ除菌EX プロテクトガード」をリニューアル。抗ウイルス機能（衣類に付着したウイルスを減少させる機能）がプラスされ、内容量を「リセッシュ除菌EX アクティブアップ」、「リセッシュ除菌EX ルームクリア」と同容量に変更（本体:360ml→350ml、つめかえ用:310ml→300ml）するとともに、通常サイズの約2.3回分の容量（660ml）とし、キャップを付けたつめかえ用特大サイズが追加された。同年春には「リセッシュ除菌EX」のレギュラーライン（香りが残らないタイプ、グリーンハーブの香り、ピュアソープの香り）と「リセッシュ除菌EX 消臭ストロング」（本体のみ）のパッケージデザインを変更。「リセッシュ除菌EX 消臭ストロング」はボトル上部に青緑色の帯で品目名と衣類のアイコンが入るようになった。その翌月には「リセッシュ除菌EX フレグランス」の「オリエンタルシャワーの香り」が製造終了となり、「ピュアローズシャワーの香り」と「フォレストシャワーの香り」の2種類に整理された。同年10月には「リセッシュ除菌EX プロテクトガード」にプレミアムシャボンの香りが追加発売された一方、「リセッシュ除菌EX ルームクリア」が製造終了となった。
2022年2月には「リセッシュ除菌EX プロテクトガード」を再度リニューアル。抗ウイルス機能の持続時間が12時間から24時間に拡大。また、パッケージ正面右下に記載のロゴマークが「月のマーク」無しの「Kao」ロゴに変更された。併せて、香りが残らないタイプには72ml入りの携帯用が追加発売された。同年7月には「フレグランス ピュアローズシャワーの香り」を「ガーデンローズの香り」に刷新するとともに、「香りが残らないタイプ」・「グリーンハーブの香り」・「ピュアソープの香り」はパッケージデザインを変更（自然切替）。「ピュアソープの香り」は差し色をピンクからパープルに変更した。なお、「フレグランス フォレストシャワーの香り」は同時期に製造終了となり、ラインナップが集約された。
2023年3月には「リセッシュ除菌EX ワイドジェット」を発売。1プッシュで約1m広がる新型スプレーを採用（スプレーの特性上、空間での使用は不可）。香料を除く消臭・防臭成分をシリーズ内最大量配合し、シリーズで初の無香料としている。内容量は本体は「リセッシュ除菌EX」の他の製品よりも多い410ml入りで、つめかえ用は約2回分（本体内容量の8分目を1回分とする）の大容量となる660mlとなる。

## ラインナップ
- リセッシュ除菌EX 香りが残らないタイプ
- リセッシュ除菌EX グリーンハーブの香り
- リセッシュ除菌EX ピュアソープの香り
- リセッシュ除菌EX ガーデンローズの香り
- 携帯用 リセッシュ除菌EX 香りが残らないタイプ
- リセッシュ除菌EX ワイドジェット 無香料
- リセッシュ除菌EX プロテクトガード（香りが残らないタイプ）
- リセッシュ除菌EX プロテクトガード プレミアムシャボンの香り
- 携帯用リセッシュ除菌EX プロテクトガード 香りが残らないタイプ
- リセッシュ除菌EX デオドラントパワー 香りが残らないタイプ
- リセッシュ除菌EX デオドラントパワー スプラッシュシトラスの香り
- リセッシュ除菌EX アクティブアップ アクアグリーンの香り
- リセッシュ除菌EX 消臭ストロング
- リセッシュ除菌EX ワイドジェットストロング

### 数量限定品
- リセッシュ ふわふわゆれる しゃぼんの香り
- リセッシュ ひだまりのミモザの香り
- リセッシュ リラクシングソープの香り
- リセッシュ アロマチャージ Hopeful チェリーブロッサムの香り
- リセッシュ アロマチャージ Calming クラシック・ジャスミンの香り
- リセッシュ アロマチャージ Clear ハーバル・シトラスの香り
- リセッシュ アロマチャージ Fresh ヴァージンミントの香り
- リセッシュ 除菌EX DEODORANT POWER クリアミントの香り
- リセッシュ アロマチャージ Happy Resort トロピカルプルメリアの香り
- リセッシュ 除菌EX 花粉プロテクト
- リセッシュ 除菌EX Plus デオドラントパワー リフレッシュアクアの香り - 本品はブランドを横断して展開している「ブラックシリーズ」の一製品として発売しており、「ウルトラアタックNeo」と「エマール」にもラインナップされる。
- 携帯用リセッシュ 除菌EX ほのかな緑茶の香り
- 携帯用リセッシュ 気分やすらぐ フラワーシャワーの香り
- 携帯用リセッシュ 気分ハッピー シャインシトラスの香り
- 携帯用リセッシュ せっけんの香り
- 置き型リセッシュ ひだまりのミモザの香り
- 置き型リセッシュ ジャスミンブーケの香り
- 置き型リセッシュ スウィート・チェリーブロッサムの香り
- リセッシュ アロマチャージCUBE Fresh ヴァージンミントの香り

## CM
当初はアニメーションのCMとして展開していた。
登場するキャラクターはパパの「キヨシ（37歳）」、ママの「ミドリ（35歳）」、兄の「チカラ（13歳）」、妹の「ハナ（8歳）」、愛犬の「チャチャ（3歳）」である（キャラクターはブランドサイトにも登場していた）。
リセッシュのCMは基本的に、「リセッシュお願い…」という軽快なリズムで始まる内容であり、「しゅっきりー」というフレーズも特徴的である。基本的に15秒である。一部のCMは「リセッシュお願い…」のフレーズがないものもあった。CMソングは矢野顕子が担当。
「除菌EX」以降から放映されている現在のCMはキャラクターの「ハナ」が登場する以外は全て実写版であるなど、以前のCMとは大きく内容が異なっている。勇直子（2007年）、菜木のり子（2008年）らが出演。
2010年2月からは従来からのキャラクターに替わり、女優でタレントの優香を起用。2011年9月に香り系のラインナップを「アロマチャージ」シリーズに刷新してからは「除菌EX」のみに出演していた。
2013年5月の「除菌EX」のリニューアルに伴って中川翔子が起用され、2014年2月発売の「除菌EX デオドラントパワー」には、平岡祐太が起用された。「除菌EX」は、2014年4月のリニューアルにあわせて福士蒼汰が起用され、2016年3月からは「除菌EX デオドラントパワー」に大島優子が起用された。2018年9月の製品リニューアルに伴い、内村光良が新たに起用された。
「ヒーリングアロマ」には、珠里亜が起用されていた。
2024年4月より「除菌EX ワイドジェットストロング」にギャル曽根が起用され、内村と共演している。

## 携帯用リセッシュ
コンパクトな消臭系のスプレーでは珍しく、本体を逆さにしてもスプレーができる。内容量は30ml、発売当初、通常のラインナップは除菌EX（香り残らない）と、気分さわやか森林浴の香りの2種類が発売されていたが、前述のとおり、香りのラインが「アロマチャージ」シリーズに刷新されたことに伴って、「気分さわやか森林浴の香り」が2012年1月をもって製造終了となり、入れ替えで「アロマチャージ」シリーズから「Luxury エッセンシャルローズの香り」を発売した。
また、通常のラインナップとは別に、スプレータイプの「リセッシュ」にラインナップされている香りが携帯用では数量限定品としてラインナップしている。
携帯用リセッシュの中身を詰め替えるときは、同じ香りの本体ボトルから詰め替えるよう指示されている。
なお、「除菌EX 香り残らない」は2011年秋からパッケージデザインを変更するとともに、プラスチック製のカバーが無くなり、替わってボトル全体をフィルムで覆うことで包装も簡素化された。「アロマチャージ Luxury エッセンシャルローズの香り」も同様に簡易包装となっている。
2015年10月には「アロマチャージ」から「除菌EX プレジャーブーケ」へ移行したことに伴って、「アロマチャージ エッセンシャルローズの香り」に替わり、「除菌EX プレジャーブーケ 朝露にぬれるガーデンローズの香り」を発売した。本品は2017年3月に製造終了となったため、携帯用は「除菌EX 香り残らない」のみに集約された。
2018年10月には「除菌EX 香り残らない」を「除菌EX 香りが残らないタイプ」に改名しリニューアルされた。

## 置き型リセッシュ/リセッシュアロマチャージCUBE
前面と上面に穴をあけたことで、空気が流れ、まるでスプリンクラーのように、芳香消臭成分が360°隅々までいきわたる。中のビーズにも一工夫されており、消臭芳香成分を球状ゲルのビーズの中心にまでしみこませた「消臭リフレッシュビーズ」を採用。ビーズが小さくなっても一定の効果が続く。効果は1〜2ヶ月間。香りも天然の香気成分を解析する「エアロセント技術」を活かし、自然のバランスに近いほのかな香りを再現した。
後継商品として発売した「リセッシュアロマチャージCUBE」は基本的な仕様は「置き型リセッシュ」と同等だが、カバーが白を基調としたシンプルなデザインとなり、香りのラインナップがスプレータイプの「リセッシュ アロマチャージ」と統一された。なお、本製品のつけかえ用は従来の「置き型リセッシュ」のケースにもセットが可能であった。

## 業務用リセッシュ
「Kaoプロシリーズ」の1商品として発売されている。「除菌EX 香り残らない」と「気分さわやか森林浴の香り」の2種類が用意されており、いずれも2L（つぶせる容器）と10L（BIB包装）の2サイズが用意されている。専用アプリケーター（容量370ml）も用意されているが、同じ香りであれば、量販店向けに市販されている「リセッシュ」の本体ボトルへも詰め替えられる。
前述のとおり、香りのラインが「アロマチャージ」シリーズに刷新されたことに伴って、2011年10月に「気分さわやか森林浴の香り」が廃止となり、替わって「除菌EX ほのかな緑茶の香り」を発売した。なお、量販店向けに市販されている「リセッシュ 除菌EX」の改良に合わせ、業務用でも同時期にリニューアルされている。
専用アプリケーターに関しては、各香り用の他に、「Kaoプロシリーズ」のロゴが入った共通アプリケーターも設定されている。
2015年3月には、「Kaoプロフェッショナル」の1商品として、主に病院や介護施設に向けた「消臭ストロング」の業務用が新たに設定された。

## コラボレーション製品
2012年10月にフロア用そうじシート「クイックルワイパー 立体吸着ウェットシート エッセンシャルローズの香り」の発売を皮切りに、「リセッシュ アロマチャージ Luxury エッセンシャルローズの香り」とコラボレーションした掃除用品が発売され、同時期に「クイックルワイパー ハンディ 取替え用ふわふわキャッチャー エッセンシャルローズの香り」が数量限定品として登場（容量は3枚から5枚に増え、チャック付となる）。さらに、同年11月には浴室用洗剤「バスマジックリン 泡立ちスプレー」、トイレ用洗剤「トイレマジックリン 消臭・洗浄スプレー」、リビング用洗剤「かんたんマイペット」、ガラス用洗剤「ガラスマジックリン」にも数量限定で「エッセンシャルローズの香り」を発売した（「バスマジックリン 泡立ちスプレー」と「トイレマジックリン 消臭・洗浄スプレー」は本体・つめかえ用のセット品のみ設定）。なお「クイックルワイパー ハンディ 取替え用ふわふわキャッチャー エッセンシャルローズの香り」と「バスマジックリン 泡立ちスプレー エッセンシャルローズの香り」は2013年3月に、「トイレマジックリン 消臭・洗浄スプレー エッセンシャルローズの香り」は同年9月に通常製品となり、「クイックルワイパー ハンディ 取替え用ふわふわキャッチャー エッセンシャルローズの香り」は3枚入りに変更、「バスマジックリン 泡立ちスプレー エッセンシャルローズの香り」は消臭効果をプラスし、「バスマジックリン 泡立ちスプレー アロマ消臭プラス」に、また「トイレマジックリン 消臭・洗浄スプレー エッセンシャルローズの香り」は「トイレマジックリン 消臭・洗浄スプレーAROMA エッセンシャルローズの香り」に改名した。
なお、「クイックルワイパー 立体吸着ウェットシート 香り残らない」はリニューアルに伴い、「リセッシュ 除菌EX 香り残らない」と同香調になっている。
また、数量限定品の「リセッシュ アロマチャージ Happy Resort トロピカルプルメリアの香り」が発売された際には、「クイックルワイパー 立体吸着ウェットシート」・「バスマジックリン泡立ちスプレー（本体・つめかえ用のセット品のみ）」・「トイレマジックリン消臭・洗浄スプレー（本体・つめかえ用のセット品のみ）」・「かんたんマイペット」の「トロピカルプルメリアの香り」を数量限定で発売した。